# 1 Dywizja Strzelecka NKWD
1 Dywizja Strzelecka NKWD (ros. 1-я стрелковая дивизия внутренних войск НКВД СССР) – dywizja piechoty Wojsk Wewnętrznych NKWD.
Została sformowana we wrześniu 1941 roku w Mga, w obwodzie leningradzkim, w składzie Frontu Północno-Zachodniego i Leningradzkiego. 9 sierpnia 1942 przekształcona w 46 Dywizję Strzelecką Armii Czerwonej. 